# Casamento entre pessoas do mesmo sexo no Camboja
O casamento entre pessoas do mesmo sexo no Camboja não é legal, embora existam casos de casais do mesmo sexo que vivem juntos no país. A permissão ao casamento legal para casais do mesmo sexo chegou a ser discutido em 2004, quando o rei Norodom Sihanouk testemunhou casamentos do mesmo sexo sendo realizadas em San Francisco, e expressou seu apoio à legalização dessas uniões no Camboja, embora seu governo não tenha tomado qualquer ação para promover tal legislação.

## Caso de casamento civil
Há um caso registrado de uma união do mesmo sexo legalmente válida no Camboja. Khav Sokha e Pum Eth se casaram em 12 de março de 1995, na aldeia de Kro Bao Ach Kok, na província de Kandal. Khav Sokha disse, em entrevista ao Phnom Penh Post: "As autoridades pensaram que era estranho, mas eles concordaram em tolerá-lo porque eu tenho três filhos já (de um casamento anterior). Eles disseram que, se nós dois estávamos simples (e sem filhos), não seriam autorizados a se casar porque não podia ter filhos. Assim, é um casamento plenamente reconhecido, com a aprovação oficial, e não houve realmente qualquer reação." O casamento teve a participação de 250 pessoas, incluindo monges budistas e altos funcionários do governo da Província.